# More Than a Feeling
More Than a Feeling – ballada rockowa zespołu Boston, wydana w 1976 roku jako singel promujący album Boston.

## Powstanie i treść
Prace nad utworem Tom Scholz podjął w Watertown w swoim studio umiejscowionym w piwnicy i trwały one pięć lat. Piosenka opowiada o mężczyźnie, który po przebudzeniu włącza muzykę i pogrąża się w marzeniach dotyczących dawnych wspólnych dni z Marianne. Scholz powiedział, że z piosenką może utożsamiać się każdy słuchacz, który stracił kogoś ważnego, a kogo przypomina mu muzyka.
Inspiracją do powstania piosenki był prawdopodobnie utwór „Walk Away Renée” grupy The Left Banke z 1966 roku. Pierwowzorem Marianne natomiast była starsza kuzynka Scholza, w której ten zakochał się w wieku dziesięciu lat.
Do utworu zrealizowano teledysk pokazujący występ zespołu na scenie.

## Odbiór
Był to pierwszy singel Boston. Z uwagi na częste jej prezentowanie w stacjach radiowych piosenka stała się hitem, przyczyniając się do rozsławienia grupy.
| Lista             | Pozycja | Źródło |
| ----------------- | ------- | ------ |
| Belgia (Flandria) | 16      | [ 4 ]  |
| Belgia (Walonia)  | 41      | [ 4 ]  |
| Holandia          | 13      | [ 4 ]  |
| Niemcy            | 15      | [ 4 ]  |
| Nowa Zelandia     | 15      | [ 4 ]  |
| Stany Zjednoczone | 5       | [ 3 ]  |
| Szwajcaria        | 9       | [ 4 ]  |
| Wielka Brytania   | 22      | [ 3 ]  |

Utwór zajął 212. miejsce na liście utworów wszech czasów według „Rolling Stone”.

## Wykorzystanie
Riff pojawiający się w piosence tuż przez refrenem był inspiracją dla Kurta Cobaina przy pisaniu utworu „Smells Like Teen Spirit”. Piosenka była ponadto coverowana m.in. przez N Sync, No Mercy i Stafford Brothers.
Utwór został wykorzystany w kampanii wyborczej Mike'a Huckabeego w 2008 roku. W 2010 roku piosenka została użyta w reklamie Barclaycard. Utwór pojawił się także w następujących filmach i serialach:
- Bliskie spotkania trzeciego stopnia (1977)
- Lisice (1980)
- Ona będzie miała dziecko (1988)
- Odkrycie profesora Krippendorfa (1998)
- Różowe lata siedemdziesiąte – odc. „Eric's Burger Job”, „The Keg” (1998)
- Rodzina Soprano – odc. „House Arrest” (2000)
- What the Bleep Do We Know!? (2004)
- Garbi: super bryka (2005)
- Hoży doktorzy – odc. „Moje pół akra” (2006)
- Zabójcze umysły – odc. „Sezon polowań” (2007)
- Madagaskar 2 (2008)
- Prawo ulicy – odc. „Unconfirmed Reports” (2008)
- Człowiek, który gapił się na kozy (2009)
- Mogło być gorzej – odc. „Chapter 2” (2009)
- Burleska (2010)
- Heca w zoo (2011)
- Gorący towar (2013)
- Glee – odc. „Miasto aniołów” (2014)
- Świat według Mindy – odc. „Jesteśmy teraz parą” (2014)
- Pępek świata – odc. „The Waiting Game” (2015)
- Żywe trupy – odc. „Następny świat” (2016)
- Berek (2018)
- Miasto na wzgórzu – odc. „The Night Flynn Sent the Cops on the Ice” (2019)
- Mindhunter – odc. „Episode #2.4” (2019)